# Marmara (entreprise)
Pour les articles homonymes, voir Marmara.
 (janvier 2011).
Si vous disposez d'ouvrages ou d'articles de référence ou si vous connaissez des sites web de qualité traitant du thème abordé ici, merci de compléter l'article en donnant les références utiles à sa vérifiabilité et en les liant à la section « Notes et références ».
Club Marmara est une marque de la société  Tui France créée en 1965.
L'entreprise est spécialisée dans les séjours « tout compris » en hôtels et clubs vacances principalement autour du bassin méditerranéen et compte une quarantaine de « Club Marmara ».  
Le 1er janvier 2012, Marmara devient une des marques fondatrices du groupe TUI France, filiale de TUI Travel PLC, le leader mondial du voyagisme. Marmara détient 33 % des parts du marché des voyages à forfait.[réf. nécessaire][Quand ?]

## Historique
- 1965 : Création de Marmara, agence de voyages française spécialisée dans la réception et l’accueil des touristes turcs en France.
- 1979 : La société évolue et devient un voyagiste avec comme unique destination la Turquie.
- 1988 : Marmara développe un modèle économique basé sur le contrôle des différentes prestations proposées (vols, hôtels, structures d’accueil, etc.), une offre centrée sur les destinations prisées des vacanciers.
- 1989 : Marmara change de statut et devient SA.
- 1993 : Avec le lancement de la marque Étapes Nouvelles, Marmara s’ouvre sur d’autres destinations : le Kenya et l’Égypte font partie de ces destinations nouvellement proposées.
- 1997 : Création et mise en ligne du site internet.
- 2000 : Lancement des Clubs Marmara. Marmara rejoint le groupe britannique First choice.
- 2001 : Deux nouvelles destinations sont proposées : la Grèce et la Crète.
- 2006 : Refonte du groupe : Étapes Nouvelles disparaît. Marmara devient  la marque unique de l’ensemble des offres proposées. Création d’un nouveau slogan, reflétant la volonté de Marmara de rendre les voyages accessibles à un maximum de vacanciers : « Marmara, le droit au voyage ».
- 2007 : Marmara intègre TUI Travel PLC, groupe touristique international en Europe né de la fusion de First Choice et de TUI.
- 2012 : Fusion des quatre marques Marmara, Nouvelles Frontières, Passion des îles et Aventuria et naissance de TUI France. Pascal de Izaguirre occupe le poste de Président du groupe TUI France.
- 2014 : Modernisation du logo et adoption du slogan « Marmara, les vacances sont faites pour ça ! » . S’appuyant sur les concepts du groupe TUI Travel PLC, Marmara propose trois nouvelles gammes : SuneoClub, Club Magic Life et Couples.
- 2015 : Marmara se diversifie en faisant l'acquisition de son premier club de vacances à la neige, dans les Alpes du Nord[1].